# Wittersheim
Wittersheim är en kommun i departementet Bas-Rhin i regionen Grand Est (tidigare regionen Alsace) i nordöstra Frankrike. Kommunen ligger i kantonen Haguenau som tillhör arrondissementet Haguenau. År 2022 hade Wittersheim 728 invånare.

## Befolkningsutveckling
Antalet invånare i kommunen Wittersheim
| Referens: INSEE |